# Remo Rossi
Remo Rossi (* 27. September 1909 in Locarno; † 30. Dezember 1982 in Bern) war ein Schweizer Bildhauer.

## Leben und Werk
Remo Rossi stammte aus einer Tessiner Bildhauerfamilie in Arzo. Er besuchte das Gymnasium in Locarno und anschließend 1926 die Kunstgewerbeschule in Luzern. Von 1927 bis 1931 studierte er Anatomie, Design und Architektur an der Mailänder Kunstakademie Accademia di Belle Arti di Brera. 1932 und 1933 studierte er in Paris an der École des Beaux-Arts sowie an der Académie Scandinave bei dem Bildhauer Charles Despiau; dieser erkannte sein Talent und veranlasste ihn, die Akademie zu verlassen und allein in seinem Atelier weiterzuarbeiten, wo er ihn regelmäßig besuchte und beriet. Eine seiner ersten Bronzeskulpturen (Adolescente, entstanden 1934) wurde im Salon des Tuileries ausgestellt und in der Kunstzeitschrift Arts reproduziert. Bereits 1935 wurde er zu Ausstellungen nach Brüssel und Amsterdam eingeladen. 1936 kehrte er nach Locarno zurück und unternahm ausgedehnte Reisen durch Europa. 1943 heiratete er Bianca Bernasconi. 1945 wurde er Mitglied der Eidgenössischen Kommission für Denkmalpflege. Seit 1962 war er permanenter Kommissär und Beauftragter als Vertreter der Schweiz an der Biennale von Venedig.
Remo Rossis künstlerisches Werk kann man in die klassische Periode (bis 1962), in die geometrische Periode (bis 1975) und in die Periode der Verfeinerung einteilen. Es umfasst unter anderem Skulpturen, Plastiken, Reliefs, Kunst am Bau sowie Zeichnungen. Einen bedeutenden Bereich nimmt die sakrale Kunst ein. So schuf er beispielsweise 1951 für die Pfarrkirche von Courfaivre, für die Fernand Léger die Glasfenster und Jean Lurçat den Wandteppich erstellten, den Tabernakel und 1974 eine Gruppe von Bronze-Skulpturen für die Heilig-Kreuz-Kirche in Langnau im Emmental. Remo gewann zahlreiche Preise, unter anderem 1973 und 1977 den ersten Preis bei der „Internationalen Ausstellung für Skulptur“ in Madrid sowie Wettbewerbe, so 1943 für das Denkmal von Giuseppe Motta. Zusammen mit Battista Ratti gewann Rossi 1954 den Wettbewerb für das 25- und 50-Franken-Stück.
Rossi war u. a. befreundet mit dem italienischen Bildhauer Lucio Fontana, sowie mit Hans Arp und mit Jakob Probst, mit denen er zeitweilig in Locarno zusammenarbeitete.
2009 wurde in Locarno die „Stiftung Remo Rossi“ (Fondazione Remo Rossi) gegründet. Sie bietet jungen Talenten Stipendien und Arbeitsaufenthalte in den früheren Atelierräumen und fördert Studien über Werk und Person Remo Rossis.

## Ausstellungen
- 1969: Szépművészeti Múzeum, Budapest
- 1968: Aargauer Kunsthaus, Aarau
- 1967: Palais Schwarzenberg am Schwarzenbergplatz, Wien
- 1965: Kunstmuseum Bern
- 1963: Musée Rodin, Paris
- 1963: Kunsthaus Zürich
- 1961: Museu de Arte Moderna do Rio de Janeiro
- 1961: Kunstmuseum Luzern
- 1960: Kunsthaus Glarus
- 1960: Salzburger Dom

## Werke im öffentlichen Raum
| Jahr | Standort                                  | Objekt bzw. Titel                                       | Art, Höhe                            |
| ---- | ----------------------------------------- | ------------------------------------------------------- | ------------------------------------ |
| 1931 | Cevio, Weiler Visletto                    | Denkmal für die Opfer des Eisenbahnunfalls von Visletto | Bronzemedaillon                      |
| 194  | Bellinzona, Piazza Governo                | Fontana della Focca                                     | Brunnenfigur (Robbe)                 |
| 1951 | Pfarrkirche Courfaivre                    | Tabernakel                                              | Bronze, 160 cm                       |
| 1953 | Zollikofen                                | Stier                                                   | Bronze                               |
| 1957 | Bellinzona, Bahnhofplatz                  | Giuseppe-Motta-Denkmal (Helvetia)                       | Granitskulptur, 4 Meter              |
| 1958 | Revoltella-Museum, Triest                 | Bozzetto Cenacolo                                       | Bronze, 115 cm                       |
| 1958 | Museum der modernen Kunst, Venedig        | Toro ferito                                             | Bronze, 45 cm                        |
| 1974 | Kirche Heilig Kreuz (Langnau im Emmental) | Altar, Kruzifix, Tabernakel, Marienstatue und Ambo      | Bronzegruppe, unterschiedliche Höhen |

## Auszeichnungen
- 1949: Premio Charles Veillon[5]

## Bilder

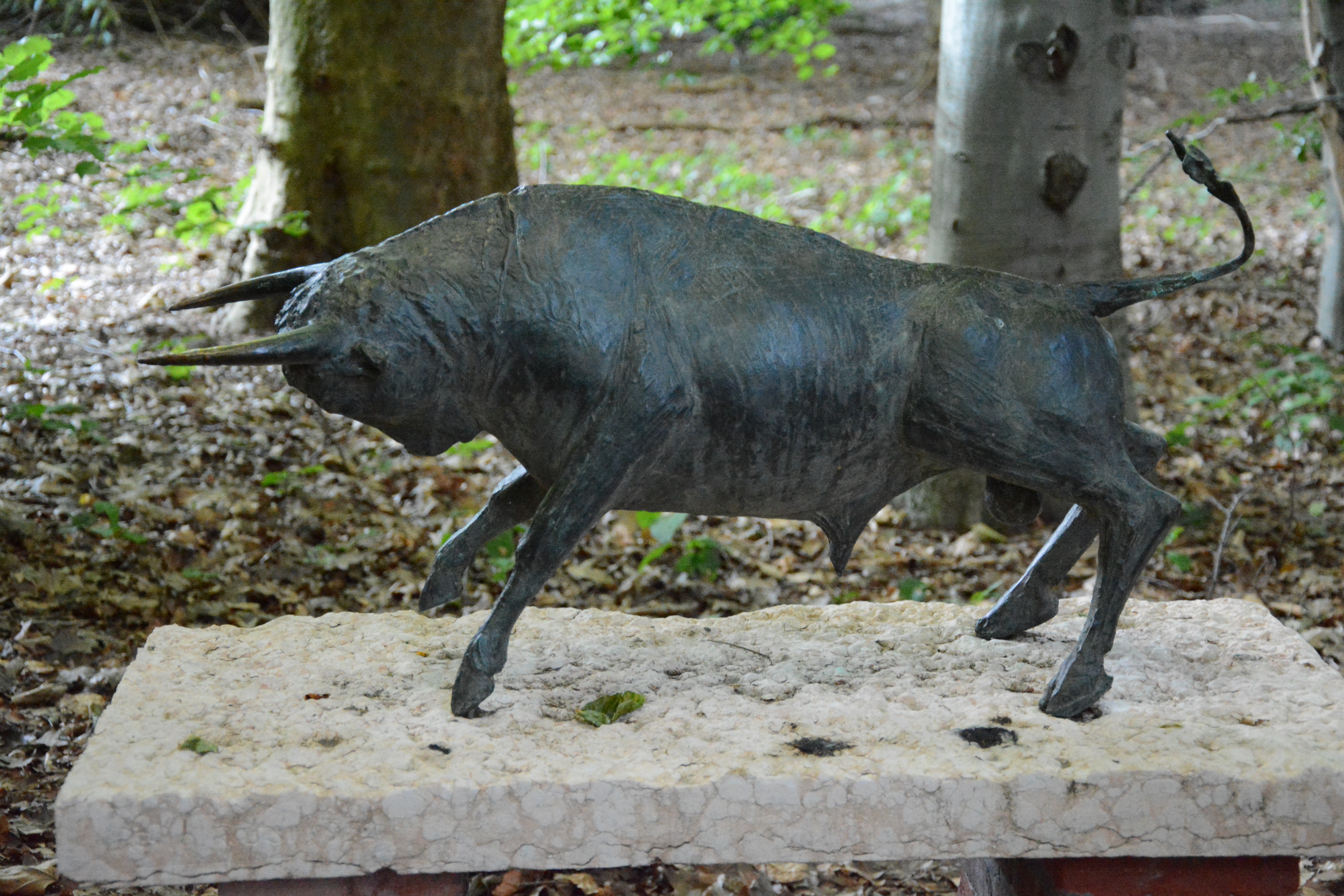
Stier, 1952
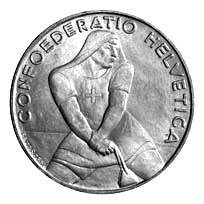
Münze, 1939
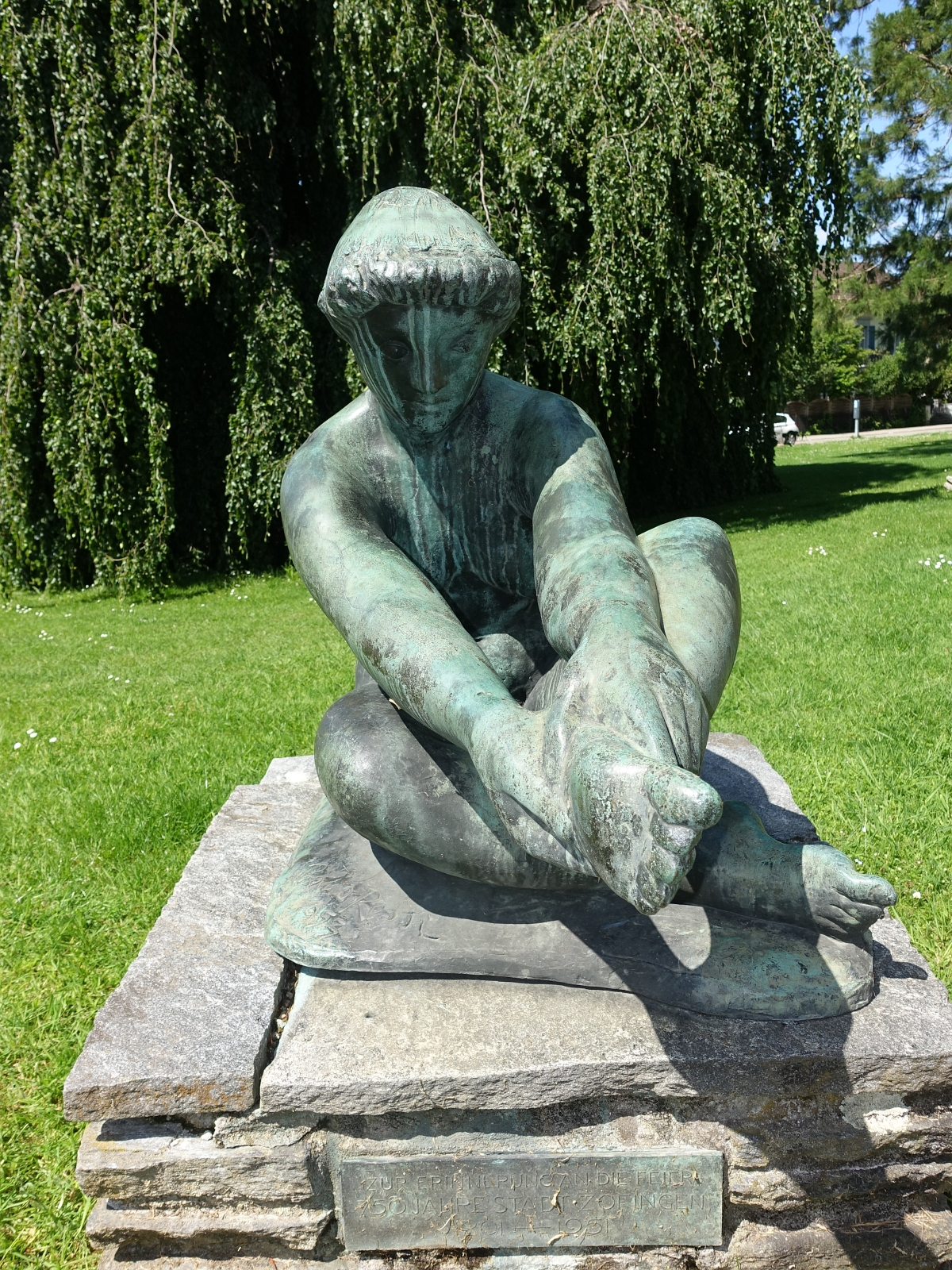
Skulptur, 1953
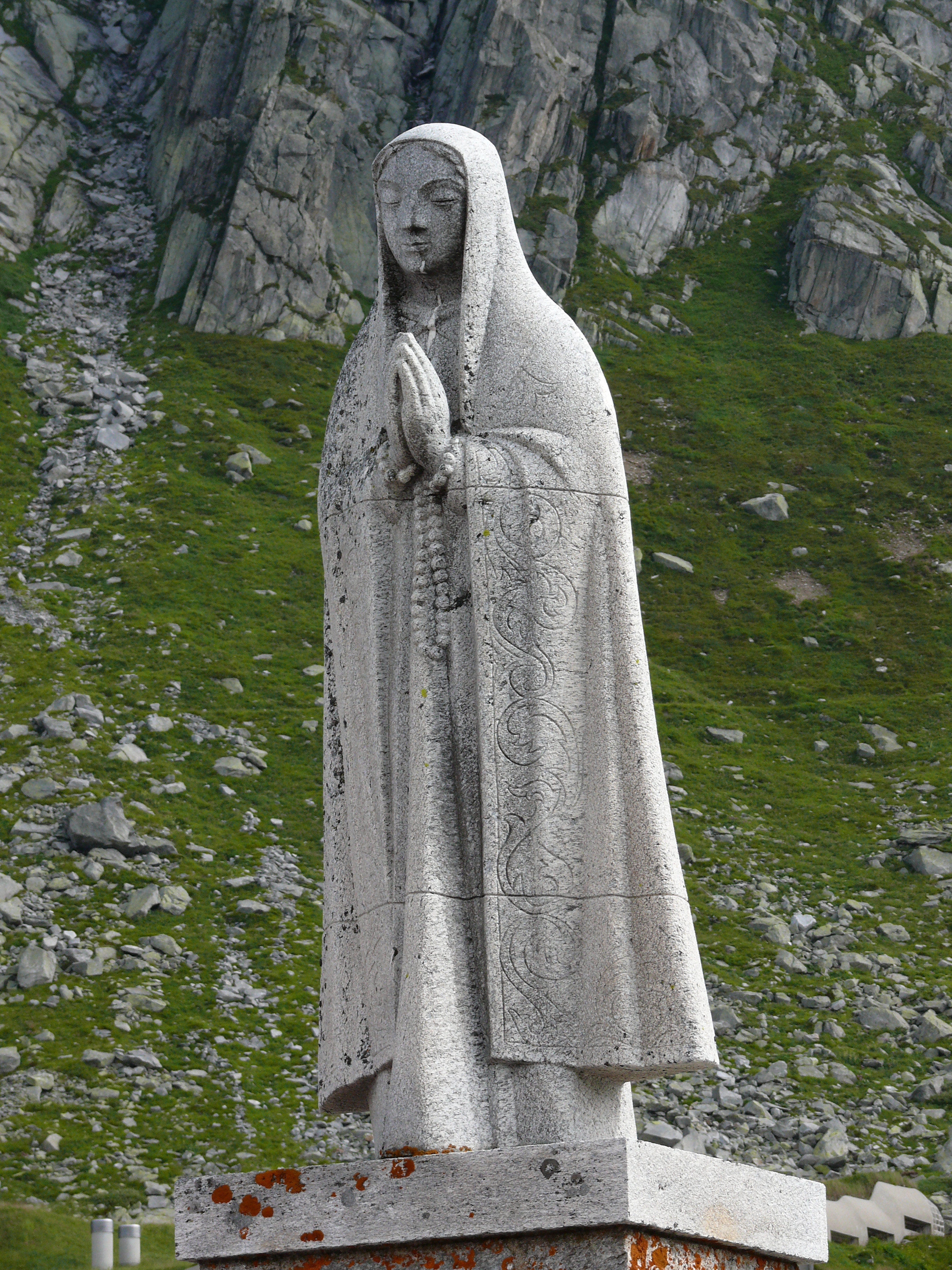
Madonna di San Gottardo, beim Gotthard-Hospiz
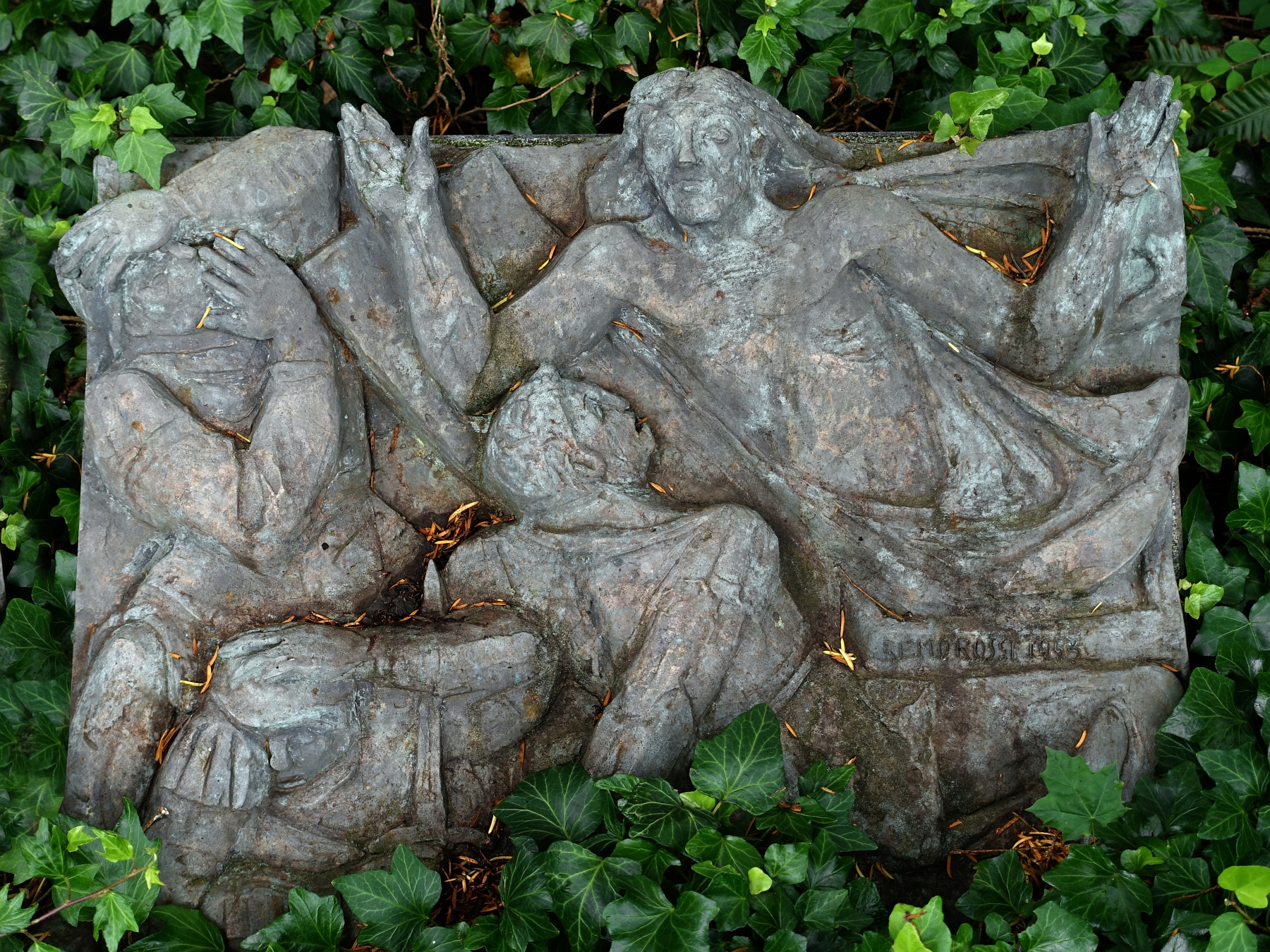
Grabrelief, 1953. Friedhof St. Katharinen, Solothurn
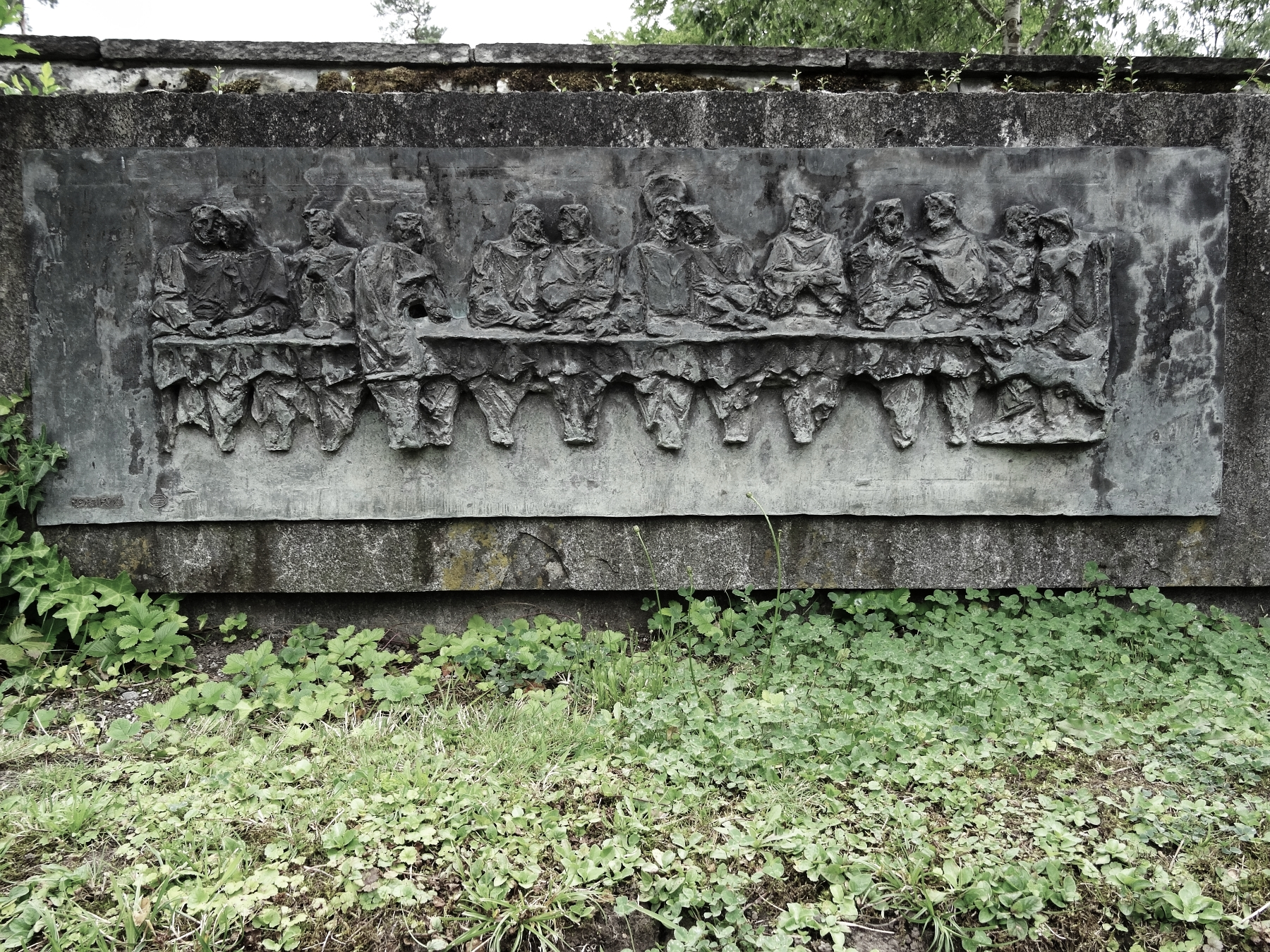
Grabrelief, Friedhof Rosenberg in Winterthur
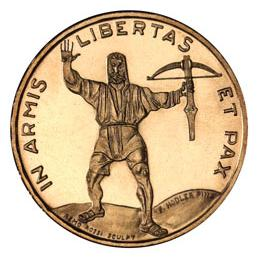
Die von Remo Rossi gestaltete Vorderseite der 25-Franken-Goldmünze
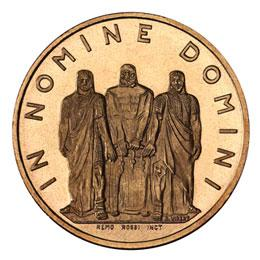
Vorderseite der 1954 von Rossi gestalteten 50-Franken-Goldmünze
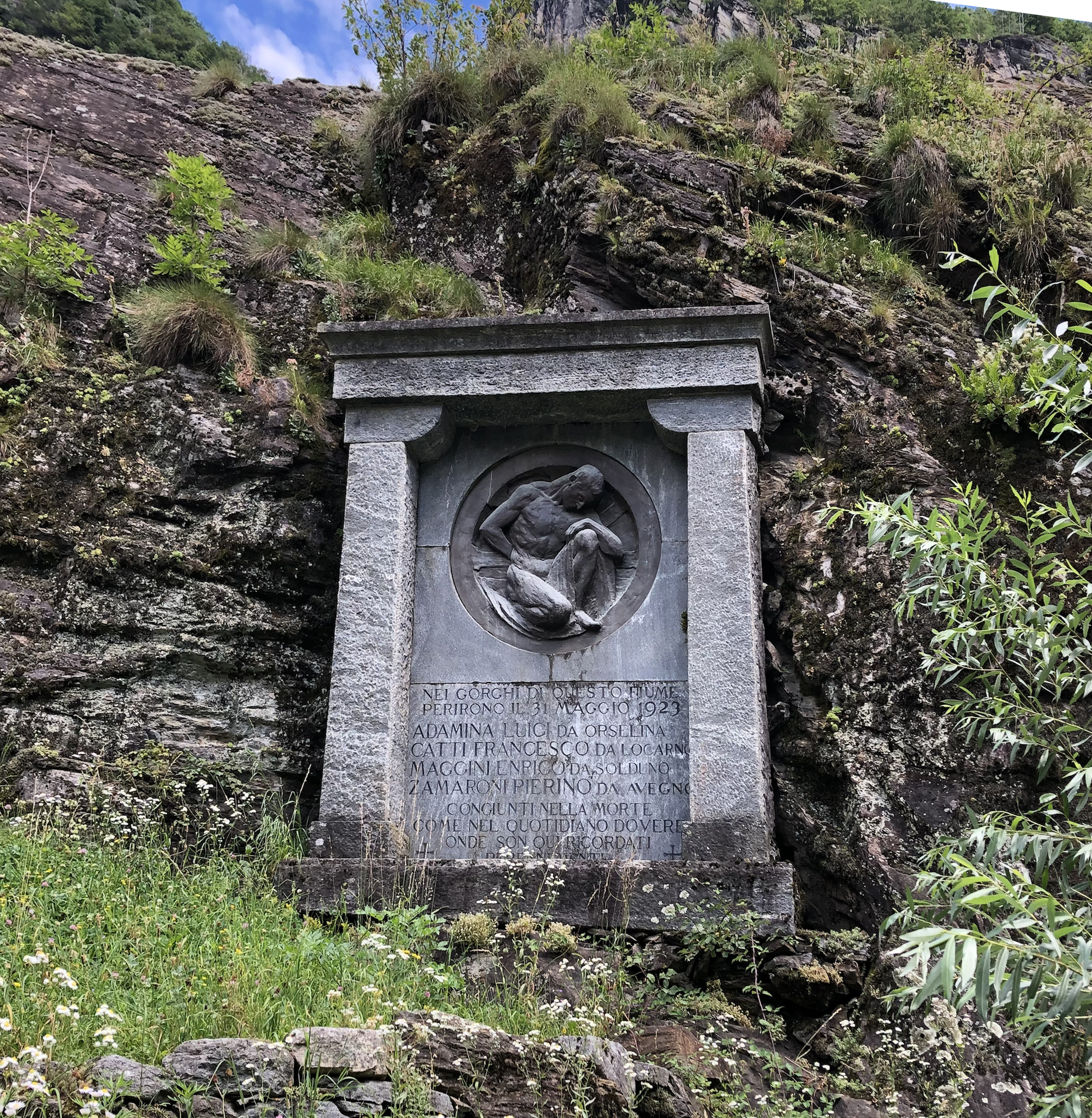
Denkmal für die Opfer des Eisenbahnunfalls von Visletto, Cevio, 1931 eingeweiht
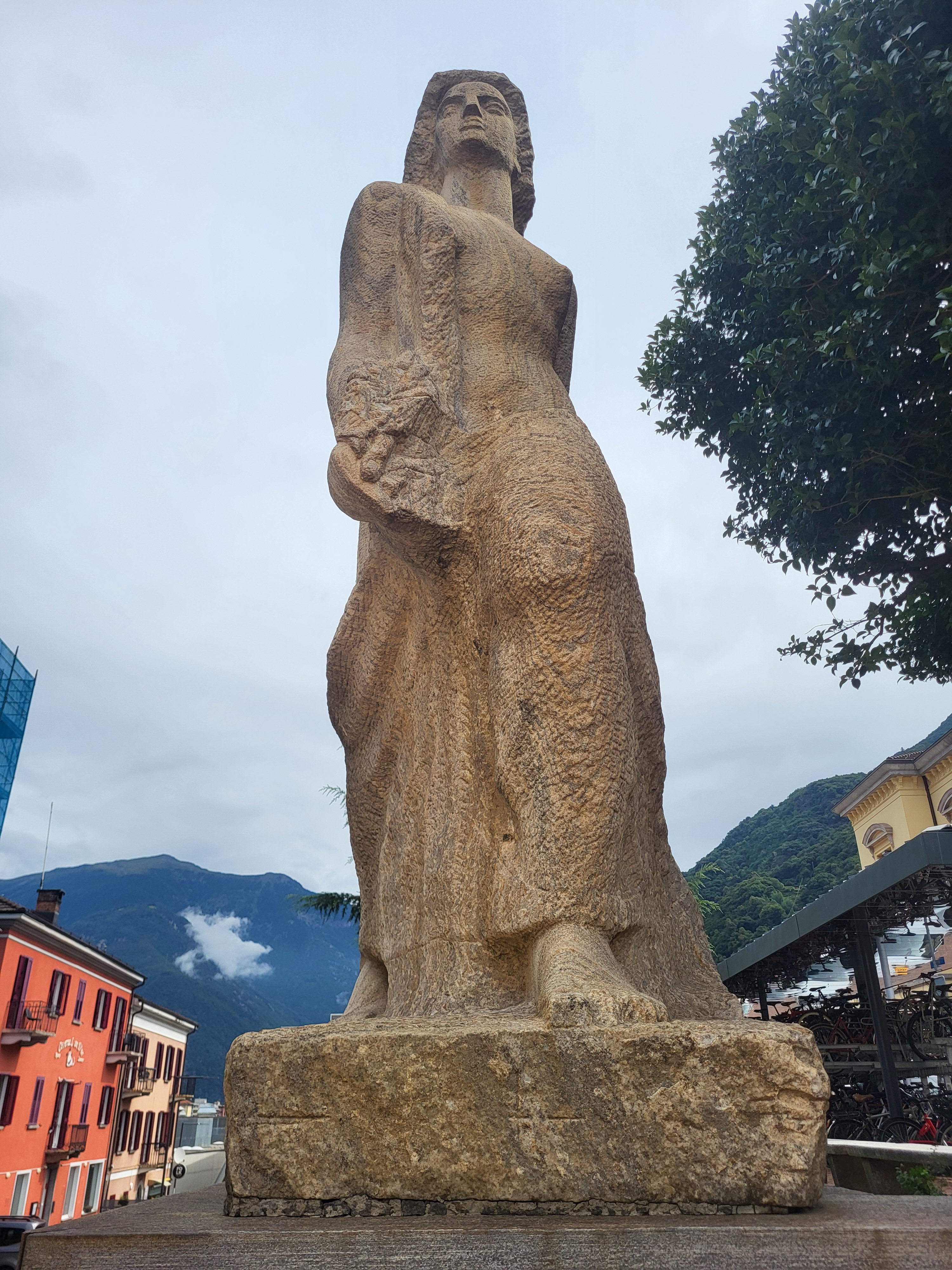
Statue des Giuseppe-Motta-Denkmals, Bellinzona, 1957 eingeweiht